# Harry Liebmann
Harry Liebmann (* 18. September 1876 in Berlin; † 1941) war ein deutscher Bildhauer und Hochschullehrer.

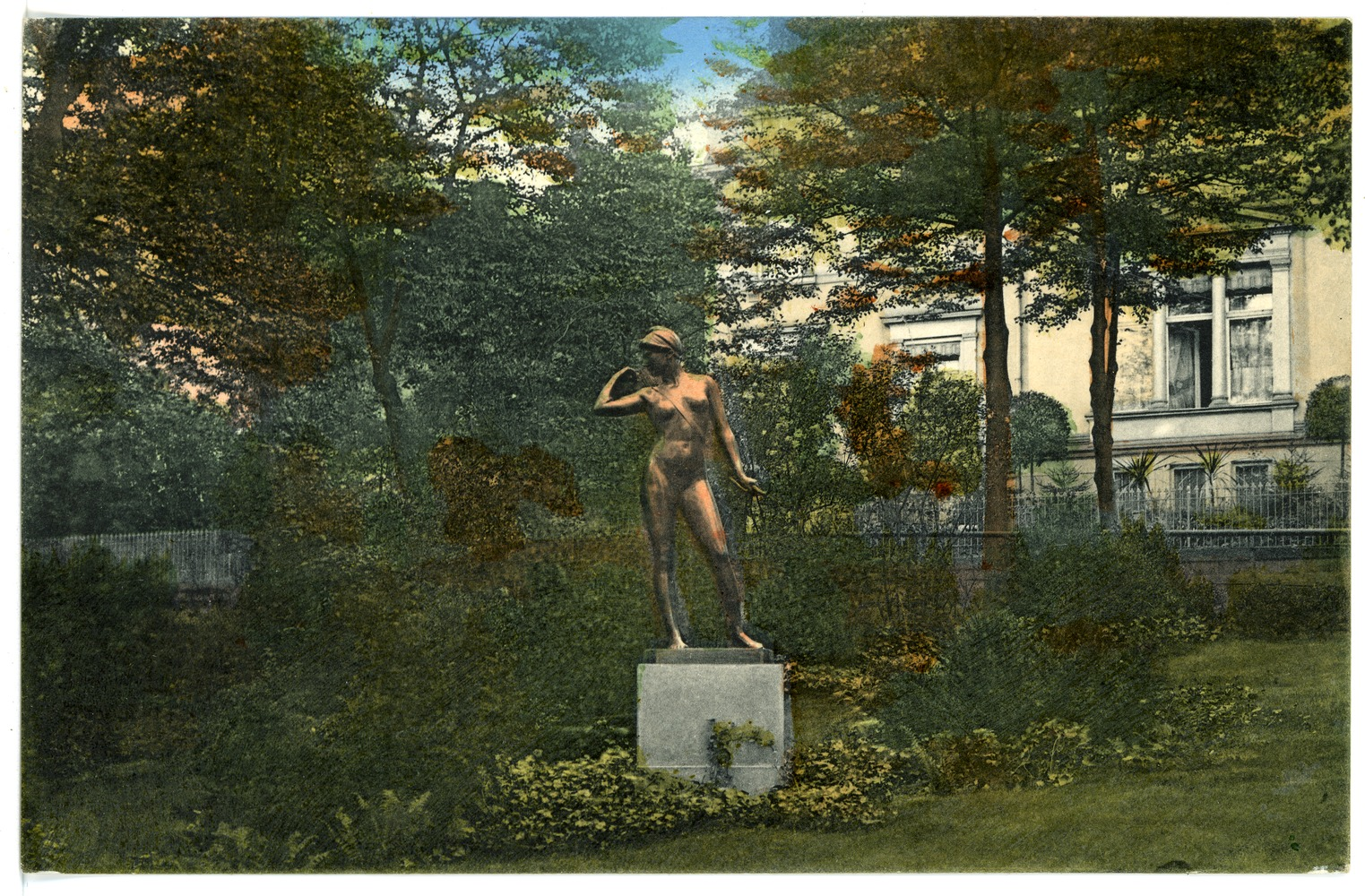
Statue „Diana mit Bogen“

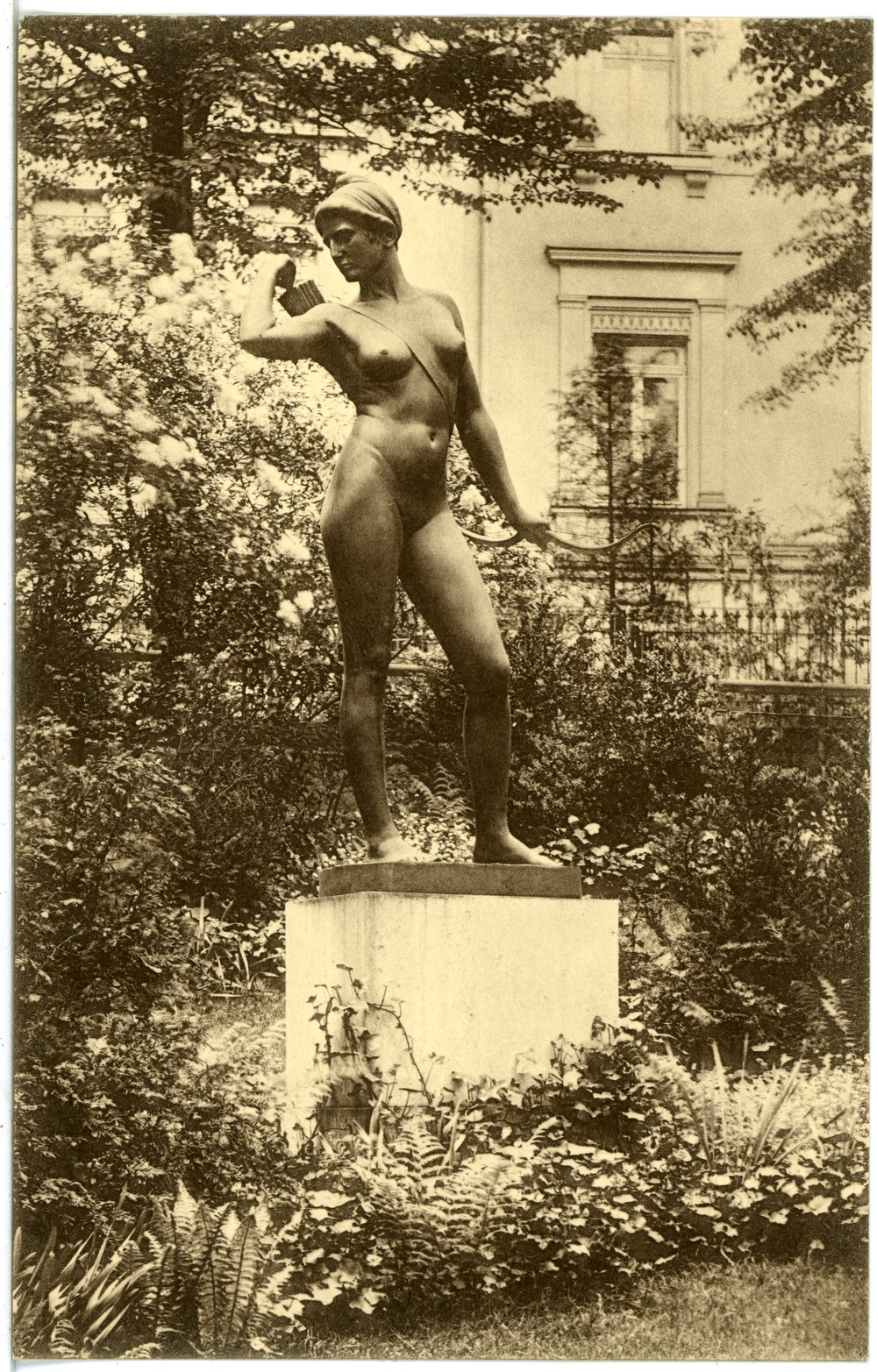
Statue „Diana mit Bogen“

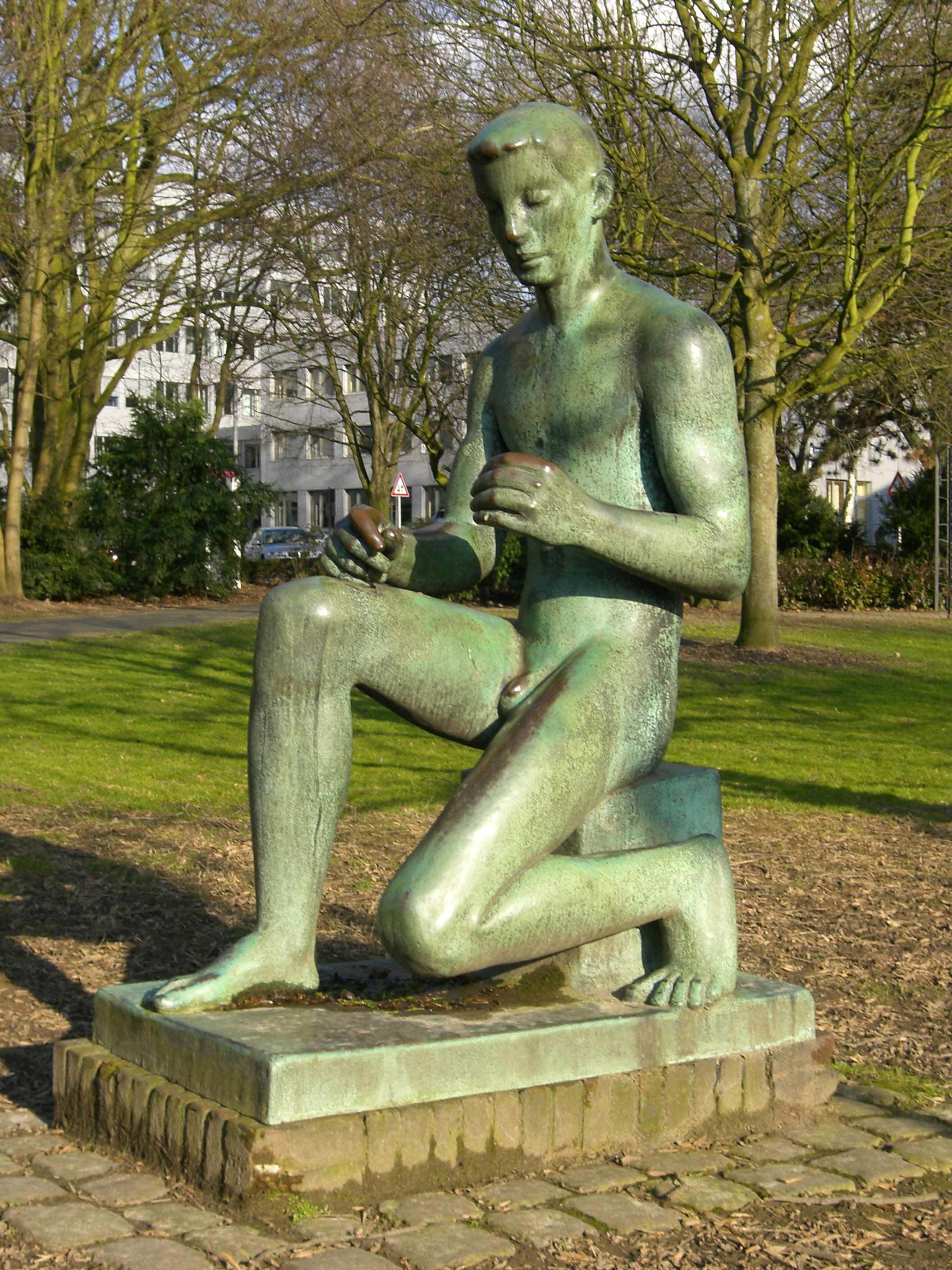
Entwurf für Lickfeld Der Bogenschütze

## Leben
Max Harry Liebmann wurde am 18. September 1876 in Berlin als Sohn eines Photographen geboren. Im Jahr 1897 studierte er an der Kunstakademie Dresden und war Musterschüler bei Johannes Schilling. In dessen Atelier arbeitete er an Schillings Aufträgen mit und er errang im Jahr 1899 den Großen Sächsischen Staatspreis. Seine Studienreisen führten ihn nach Paris und Rom. Wieder zurück in Dresden arbeitete er weiter im Atelier bei Schilling. Kurzzeitig modellierte er auch für die Meißner Porzellanmanufaktur. Nach 1914 siedelte er nach Bad Homburg um, wirkte an der dortigen Kunstakademie und wurde zum Professor für Bildhauer/Skulpteure ernannt. Bekannt sind seine Grabmale und Kriegerdenkmäler. Um 1904 erfolgte der Umzug nach Berlin und dort wirkte er ebenfalls an der Kunstakademie Berlin als Professor. Des Weiteren arbeitete er freischaffend im eigenen Atelier. Er schuf Statuen und Statuetten sowie Porträtreliefs in den Materialien Bronze und Porzellan, zugleich modellierte er für die Königliche Porzellan-Manufaktur Berlin (KPM Berlin).
Seine 1922 mit Charlotte Clara Albertine von Einem (1891–1967) in Berlin geschlossene Ehe wurde bereits im Folgejahr wieder geschieden.

## Ausstellungen (Auswahl)
- 1899: Deutsche Kunstausstellung Dresden
- 1899: Große Berliner Kunstausstellung – GBK
- 1901: Internationale Kunstausstellung Dresden

## Werke (Auswahl)
- 1904: Figur Zopf flechtendes Mädchen, Guss von Heinze-Co. Berlin. H. 39 cm,
- 1905: Figur Diana, aufrecht stehende Figur mit Bogen und Köcher Bronze Größe: 59 cm
- um 1922: Figur Schreitende Fortuna mit Füllhorn, Bronze Größe:38 cm
- 1913: Diana mit Bogen, Bronze Chemnitz, Auffahrt Kaßberg; An der Kaßbergauffahrt/Ecke Hohe Straße stand die Diana mit Bogen. Auf Initiative des Chemnitzer Verschönerungsvereins hatte man sie gekauft und 1913 dort aufgestellt. , 1942 für Rüstungszwecke eingeschmolzen
- um 1913: Bronzestatue Diana, Johannaplatz Berlin-Wilmersdorf, 1942 für Rüstungszwecke eingeschmolzen.
- 1936: Entwurf für Hermann Lickfeld ein Gussmodell des Pioniers am Kriegerdenkmal 1914–18 der rheinischen und westfälischen Pioniere und Verkehrstruppen am Wasserbahnhof.